# Арун (газоконденсатне родовище)
Газоконденсатне родовище Арун — одне з найбільших газових родовищ Індонезії, запаси якого станом на середину 2000-х вироблені більш ніж на 90 %.
Родовище було відкрите в 1971 році компанією Mobil в провінції Ачех на півночі острова Суматра. Воно розташоване на прибережній рівнині за 225 км на північний-захід від провінціальної столиці Медан. Поклади вуглеводнів виявлено у відкладеннях епохи міоцену завтовшки до 305 м. Колектор — вапняки високої проникності. Особливістю родовища був аномально високий початковий пластовий тиск у 7100 psi.
Роботи з розробки розпочались у 1973-му, через два роки отримали першу продукцію. Вилучення запасів відбувалось через 118 свердловин, згрупованих у чотири кластери. Необхідні для робіт вантажі доставлялись баржами по річці Peutu до пристані Lho Sukon. Також важливу роль відігравав спеціально створений на родовищі аеродром.
У 1983 році початкові геологічні запаси родовища оцінювались у понад 450 млрд м³. Подальша розробка підтвердила доволі високу точність цієї оцінки. Так, у 2004–2007 роках видобувні запаси визначались як 380 млрд м³ при очікуваному рівні вилучення геологічних запасів у 94 %. Станом на 2007 рік накопичений видобуток перевищив 360 млрд м³. Пік видобутку із показником 36 млрд м³ припав на 1995 рік.
Арун стало базою для спорудження однойменного заводу (див. Арун ЗПГ (завод/термінал)) із виробництва зрідженого природного газу. У зв'язку із вичерпанням запасів у 2014 році завод був закритий, а його береговий термінал переведений у режим обслуговування імпортних поставок. 